# Hoa hậu Siêu quốc gia 2015
Hoa hậu Siêu quốc gia 2015 là cuộc thi Hoa hậu Siêu quốc gia lần thứ 7 được tổ chức tại Krynica-Zdrój, Ba Lan vào ngày 4 tháng 12 năm 2015. Hoa hậu Siêu quốc gia 2014 - Asha Bhat đến từ Ấn Độ đã trao lại vương miện cho người kế nhiệm, cô Stephania Sofía Vázquez Stegman đến từ Paraguay.

## Kết quả

### Thứ hạng
| Kết quả                    | Thí sinh |
| -------------------------- | --- |
| Hoa hậu Siêu quốc gia 2015 | - Paraguay – Stephania Sofía Vázquez Stegman |
| Á hậu 1                    | - Canada – Siera Bearchell |
| Á hậu 2                    | - Colombia – Mónica Patricia Castaño Agudelo |
| Á hậu 3                    | - Iceland - Tanja Ýr Ástthórsdóttir |
| Á hậu 4                    | - Mexico – Karina Stephania Martín Jiménez |
| Top 10                     | - Úc – Christiana Fischer - Ấn Độ – Aafreen Rachael Vaz - Malaysia – Tanisha Demour - Panama – Angie Keith - Slovakia – Petra Denkova |
| Top 20                     | - Bỉ – Rachel Nimegeers - Cộng hòa Séc – Tatana Makarenko - Jamaica – Regina Harding - Nhật Bản – Mieko Takeuchi - Kenya – Margaret Muchemi - Myanmar – L Bawk Nu (§) - Philippines – Rogelie Catacutan - Ba Lan – Ada Sztajerowska - Rwanda – Sonia Gisa - Hoa Kỳ – Kelly Kirstey |

§ – Thí sinh được vào thẳng Top 20 do chiến thắng giải thưởng Miss Internet

### Hoa hậu Châu lục
| Danh hiệu                                      | Thí sinh                      |
| ---------------------------------------------- | ----------------------------- |
| Hoa hậu Siêu quốc gia châu Phi                 | - Rwanda - Sonia Gisa         |
| Hoa hậu Siêu quốc gia châu Mỹ                  | - Panama - Angie Keith        |
| Hoa hậu Siêu quốc gia châu Á và châu Đại Dương | - Ấn Độ - Aafreen Rachael Vaz |
| Hoa hậu Siêu quốc gia châu Âu                  | - Slovakia - Petra Denkova    |

### Thứ tự công bố
| Top 20 1. Úc 2. Paraguay 3. Iceland 4. Canada 5. Mexico 6. Colombia 7. Panama 8. Slovakia 9. Ấn Độ 10. Malaysia 11. Nhật Bản 12. Cộng hòa Séc 13. Philippines 14. Bỉ 15. Rwanda 16. Ba Lan 17. Jamaica 18. Hoa Kỳ 19. Kenya 20. Myanmar | Top 10 1. Panama 2. Canada 3. Malaysia 4. Paraguay 5. Ấn Độ 6. Slovakia 7. Mexico 8. Iceland 9. Úc 10. Colombia |

### Kết quả chính thức
| Hạng     | 1        | 2           | 3                  | 4           | 5      | 6                 | 7         | 8      | 9      | 10       |
| -------- | -------- | ----------- | ------------------ | ----------- | ------ | ----------------- | --------- | ------ | ------ | -------- |
| Quốc gia | Paraguay | Canada      | Colombia           | Iceland     | México | Slovakia          | Ấn Độ     | Úc     | Panama | Malaysia |
| Hạng     | 11       | 12          | 13                 | 14          | 15     | 16                | 17        | 18     | 19     | 20       |
| Quốc gia | Bỉ       | Jamaica     | Cộng hòa Séc       | Philippines | Rwanda | Kenya             | Nhật Bản  | Hoa Kỳ | Ba Lan | Myanmar  |
| Hạng     | 21       | 22          | 23                 | 24          | 25     | 26                | 27        | 28     | 29     | 30       |
| Quốc gia | Perú     | Tây Ban Nha | Trinidad và Tobago | Indonesia   | Chile  | Cộng hòa Dominica | Gibraltar | Israel | Maroc  | Việt Nam |

## Các phần thi khác

### Best Body
| Kết quả     | Thí sinh |
| ----------- | --- |
| Chiến thắng | - Panama – Angie Keith |
| Top 10      | - Slovakia – Petra Denkova - Cộng hòa Séc – Tatana Makarenko - Úc – Christiana Fischer - Guadeloupe - Ludmila Josephine - Jamaica – Regina Harding - Kenya – Margaret Muchemi - Malaysia – Tanisha Demour - Paraguay – Stephania Sofía Vázquez Stegman |

### Best Evening Dress
| Kết quả     | Thí sinh |
| ----------- | --- |
| Chiến thắng | - Myanmar – L Bawk Nu |
| Giải nhì    | - Philippines – Rogelie Catacutan |
| Giải ba     | - Việt Nam – Nguyễn Thị Lệ Quyên |
| Top 10      | - Hoa Kỳ – Kelly Kirstey - Chile - Valentina Schnitzer - Indonesia – Gresya Amanda Maaliwuga - Iceland - Tanja Ýr Ástthórsdóttir - Nhật Bản – Mieko Takeuchi - Colombia – Monica Castano - Trinidad và Tobago – Shaunika Frith |

### Best National Costume
| Kết quả     | Thí sinh |
| ----------- | --- |
| Chiến thắng | - Indonesia – Gresya Amanda Maaliwuga |
| Giải nhì    | - Curacao - Chesley Verbond |
| Giải ba     | - Malaysia – Tanisha Demour |
| Top 10      | - Bolivia - Sharon Valverde - Guinea Xích Đạo – Maria Antonia Nach Teruel - Anh - Emily Coral - Ấn Độ - Aafreen Rachael Vaz - Kenya – Margaret Muchemi - Cộng hòa Dominica - Jade Restituyo - Paraguay – Stephania Sofía Vázquez Stegman |

### Top Model
| Kết quả     | Thí sinh |
| ----------- | --- |
| Chiến thắng | - Colombia – Monica Castano |
| Top 10      | - Philippines – Rogelie Catacutan - Ấn Độ - Aafreen Rachael Vaz - Mexico – Karina Stephania Martín Jiménez - Panama – Angie Keith - Paraguay – Stephania Sofía Vázquez Stegman - Ba Lan – Ada Sztajerowska - Cộng hòa Dominica - Jade Restituyo - Rwanda – Sonia Gisa - Slovakia - Petra Denkova |

## Các giải thưởng đặc biệt
| Giải thưởng                          | Thí sinh                                      |
| ------------------------------------ | --------------------------------------------- |
| Top Model                            | - Colombia – Monica Castano                   |
| Best Body                            | - Panama – Angie Keith                        |
| Miss Photogenic                      | - Cộng hòa Séc – Tatana Makarenko             |
| Miss Internet                        | - Myanmar – L Bawk Nu                         |
| Miss Friendship                      | - Mauritius - Helena Desmarais                |
| Miss Elegance                        | - Gibraltar – Natalia Nunez                   |
| Miss Personality                     | - Guinea Xích Đạo – Maria Antonia Nach Teruel |
| Best National Costume                | - Indonesia – Gresya Amanda Maaliwuga         |
| Miss Warsaw Expo                     | - Tây Ban Nha – Raquel Bonilla                |
| Miss Moto Show                       | - Estonia – Madli Vilsar                      |
| Miss Fashion City                    | - México – Karina Martin                      |
| Best Evening Gown                    | - Myanmar – L Bawk Nu                         |
| Best of Social Media                 | - Việt Nam – Nguyễn Thị Lệ Quyên              |
| Global Beauties "Woman of Substance" | - Canada – Sierra Bearchell                   |

## Thí sinh tham gia
Cuộc thi có tổng cộng 82 thí sinh tham gia:
| Quốc gia/Vùng lãnh thổ | Thí sinh                          |
| ---------------------- | --------------------------------- |
| Aruba                  | Laura Jane Van Balen San Juan     |
| Úc                     | Christiana Fischer                |
| Belarus                | Yana Vyacheslavovna Zhdanovich    |
| Bỉ                     | Rachel Nimegeers                  |
| Bolivia                | Sharon Valverde Zeballos          |
| Brazil                 | Amanda Gomes de Oliveira          |
| Canada                 | Siera Bearchell                   |
| Chile                  | Valentina Shnitzer Lihn           |
| Trung Quốc             | Song Jiachang                     |
| Colombia               | Mónica Patricia Castaño Agudelo   |
| Costa Rica             | Monica Patricia Zamora Chavarría  |
| Croatia                | Lucija Grmusa                     |
| Curacao                | Chesley Verbond                   |
| Cộng hòa Séc           | Tatana Makarenko                  |
| Đan Mạch               | Mia Laursen                       |
| Cộng hòa Dominican     | Jade Restituyo                    |
| Ecuador                | María Emilia Cevallos Cuesta      |
| Ai Cập                 | Perihan Fateen                    |
| El Salvador            | Veronica Olivares                 |
| Anh                    | Emily Coral Alice Hill            |
| Guinea Xích Đạo        | Maria Antonia Nach Teruel         |
| Estonia                | Madli Vilsar                      |
| Pháp                   | Aurélie Jacqueline Evelyne Jager  |
| Gabon                  | Sindiely Obone Yade               |
| Gruzia                 | Mariam Gelashvili                 |
| Đức                    | Johanna Acs                       |
| Ghana                  | Charlee Esi Bekoe Berbicks        |
| Gibraltar              | Natalia Núñez                     |
| Guadeloupe             | Ludmila Josephine                 |
| Hồng Kông              | Sharon Yeung                      |
| Hungary                | Valentina Toth                    |
| Iceland                | Tanja Ýr Ástthórsdóttir           |
| Ấn Độ                  | Aafreen Rachael Vaz               |
| Indonesia              | Gresya Amanda Maaliwuga           |
| Ireland                | Karen Gabrielle Montague          |
| Israel                 | Hodaya Cohen                      |
| Ý                      | Deborah Agnone                    |
| Jamaica                | Regina Harding                    |
| Nhật Bản               | Mieko Takeuchi                    |
| Kenya                  | Margaret Muchemi                  |
| Latvia                 | Santa Serzante                    |
| Litva                  | Enrika Motuzaite                  |
| Luxembourg             | Elisabeth "Eli" Ossogo Ondoa      |
| Ma Cao                 | Matilda Ip                        |
| Malaysia               | Tanisha Demour                    |
| Malta                  | Nicolà Grixti                     |
| Mauritius              | Helena Desmarais                  |
| Maroc                  | Kawtar Riahi Idrissi              |
| Mexico                 | Karina Stephania Martín Jiménez   |
| Myanmar                | L Bawk Nu                         |
| Hà Lan                 | Kanita Karisik                    |
| New Zealand            | Sophie Robinson                   |
| Nigeria                | Stephanie Nete Omogun             |
| Bắc Ireland            | Lisa Hogan                        |
| Na Uy                  | Sonia Singh                       |
| Panama                 | Angie Keith                       |
| Paraguay               | Stephania Sofía Vázquez Stegman   |
| Peru                   | Lorena Larriviere Sotomarino      |
| Philippines            | Rogelie Catacutan                 |
| Ba Lan                 | Ada Sztajerowska                  |
| Bồ Đào Nha             | Ines Brusselmans Ferreira Martins |
| Puerto Rico            | Nobiraida Zoet Infante Bosques    |
| Romania                | Elisabeta "Eliza" Ancău           |
| Nga                    | Anna Vladimovna Grishina          |
| Rwanda                 | Sonia Gisa                        |
| Scotland               | Nasreen Harrison                  |
| Singapore              | Sharon Nadine Wee Chian Yi        |
| Slovakia               | Petra Denkova                     |
| Tây Ban Nha            | Raquel Bonilla García             |
| Suriname               | Nicole Shelley Tsai-A-Woen        |
| Thụy Điển              | Stina Pernilla Nordlander         |
| Thụy Sỹ                | Catarina Lopes                    |
| Đài Loan               | Grace Zhu                         |
| Thái Lan               | Tharathip "Baitoey" Sukdarunpat   |
| Trinidad và Tobago     | Shaunika Khadia Frith             |
| Thổ Nhĩ Kỳ             | Hazal Subasi                      |
| Ukraine                | Alina Sapiha                      |
| Hoa Kỳ                 | Kelly Kirstey                     |
| Venezuela              | Hyser Albani Betancourt Machado   |
| Việt Nam               | Nguyễn Thị Lệ Quyên               |
| Wales                  | Jade McQueen                      |

## Chú ý

### Lần đầu tham gia
- Aruba
- Malta
- Đài Loan

### Trở lại
- Lần cuối tham gia vào năm 2010:
  -  Paraguay
- Lần cuối tham gia vào năm 2011:
  -  Croatia
  -  Curaçao
  -  Ai Cập
  -  Singapore
- Lần cuối tham gia vào năm 2012:
  -  Israel
  -  Litva
  -  Việt Nam
- Lần cuối tham gia vào năm 2013:
  -  Ghana
  -  Gruzia
  -  Đức
  -  Hồng Kông
  -  Jamaica
  -  Latvia
  -  Ma Cao
  -  Nigeria
  -  Nga
  -  Slovakia

### Bỏ cuộc
- Angola
- Argentina
- Cabo Verde
- Phần Lan
- Hy Lạp
- Hàn Quốc
- Liban
- Mông Cổ
- Sao Tome và Principe
- Slovenia

## Các thí sinh tham dự cuộc thi sắc đẹp quốc tế khác
| Quốc gia/Vùng lãnh thổ | Thí sinh                   | Cuộc thi                                             | Đại diện     |
| ---------------------- | -------------------------- | ---------------------------------------------------- | ------------ |
| Aruba                  | Laura Van Balen            | Reina Intercontinental 2015                          | Aruba        |
| Bolivia                | Sharon Valverde            | Miss Intercontinental 2015                           | Bolivia      |
| Chile                  | Valentina Schnitzer        | Miss Supermodel 2005                                 | Chile        |
| Colombia               | Mónica Castaño             | Miss Grand International 2014 (Á hậu 4)              | Colombia     |
| Costa Rica             | Monica Zamora              | Miss Tourismo Latino 2014                            | Costa Rica   |
| Costa Rica             | Monica Zamora              | Reinado Internacional de la Ganadería 2015 (Á hậu 1) | Costa Rica   |
| Cộng hòa Séc           | Tatana makarenko           | Miss Eurovision of the World 2013                    | Cộng hòa Séc |
| Cộng hòa Séc           | Tatana makarenko           | World Miss University 2014                           | Cộng hòa Séc |
| Cộng hòa Séc           | Tatana makarenko           | Miss Grand International 2015 (Top 20)               | Cộng hòa Séc |
| Ecuador                | Maria Emilia Cevallos      | Miss Grand International 2015                        | Ecuador      |
| Ai Cập                 | Perihan Fateen             | Miss International 2014                              | Ai Cập       |
| Anh                    | Emily Coral                | Miss Globe International 2014                        | Anh          |
| Estonia                | Madli Vilsar               | Miss Universe 2011                                   | Estonia      |
| Estonia                | Madli Vilsar               | Miss International 2013                              | Estonia      |
| Estonia                | Madli Vilsar               | Miss Exclusive of the World 2015                     | Estonia      |
| Đức                    | Johanna Acs                | Miss International 2010 (Top 15)                     | Đức          |
| Đức                    | Johanna Acs                | Reina Mundial del Banano 2011 (Á hậu 1)              | Đức          |
| Đức                    | Johanna Acs                | Miss Exclusive of the World 2011                     | Đức          |
| Đức                    | Johanna Acs                | Reinado Internacional del Café 2012                  | Đức          |
| Đức                    | Johanna Acs                | Miss Asia Pacific World 2014 (Top 15)                | Đức          |
| Đức                    | Johanna Acs                | Miss Grand International 2014                        | Đức          |
| Đức                    | Johanna Acs                | Miss Universe 2016                                   | Đức          |
| Ghana                  | Charlee Esi Bekoe Berbicks | Miss Progress International 2015                     | Ghana        |
| Ghana                  | Charlee Esi Bekoe Berbicks | Miss Grand International 2015                        | Ghana        |
| Iceland                | Tanja Ýr Ástþórsdóttir     | Miss World 2014                                      | Iceland      |
| Israel                 | Hodaya Cohen               | Miss Grand International 2014 (Top 20)               | Israel       |
| Jamaica                | Regina Harding             | Miss Caraibes Hibiscus 2014 (Á hậu 2)                | Jamaica      |
| Nhật Bản               | Mieko Takeuchi             | Miss Grand International 2014 (Top 20)               | Nhật Bản     |
| Latvia                 | Santa Serzante             | Miss Tourism International 2013                      | Latvia       |
| Luxembourg             | Eli Ondoa                  | Miss Exclusive of the World 2015                     | Cameroon     |
| Ma Cao                 | Matilda Ip                 | Miss Grand International 2014                        | Ma Cao       |
| Malaysia               | Tanisha Demour Kaur        | Miss Model of the World 2015                         | Malaysia     |
| Malta                  | Nicolà Grixti              | World Next Top Model 2014                            | Malta        |
| Mexico                 | Karina Martín Jiménez      | World Miss University 2014 (Hoa hậu)                 | Mexico       |
| Na Uy                  | Sonia Singh                | Miss India Worldwide 2014                            | Na Uy        |
| Na Uy                  | Sonia Singh                | Miss Grand International 2015                        | Na Uy        |
| Panama                 | Angie Keith                | Reinado Internacional del Cacao 2019 (Á hậu 1)       | Panama       |
| Panama                 | Angie Keith                | Miss Grand International 2020 (Top 20)               | Panama       |
| Paraguay               | Stephania Vásquez Stegman  | Reina Hispanoamericana (Á hậu 3)                     | Paraguay     |
| Paraguay               | Stephania Vásquez Stegman  | Miss Model of the World 2011                         | Paraguay     |
| Paraguay               | Stephania Vásquez Stegman  | Miss International 2011                              | Paraguay     |
| Ba Lan                 | Ada Sztajerowska           | Miss World 2014                                      | Ba Lan       |
| Bồ Đào Nha             | Inés Brusselmans           | Reinado Internacional del Café 2016                  | Bồ Đào Nha   |
| Singapore              | Sharon Nadine              | Miss Tourism International 2014                      | Singapore    |
| Việt Nam               | Nguyễn Thị Lệ Quyên        | Miss Grand International 2015                        | Việt Nam     |